# Patiriella oliveri
Patiriella oliveri är en sjöstjärneart som först beskrevs av Benham 1911.  Patiriella oliveri ingår i släktet Patiriella och familjen Asterinidae. Inga underarter finns listade i Catalogue of Life.